# Марко Брецељ
Марко Брецељ (Сарајево, 30. април 1951 — Изола, 4. фебруар 2022) био је југословенски и словеначки кантаутор. Широј јавности је познат као фронтмен групе Булдожер.

## Биографија
Студирао је геологију на Универзитету у Љубљани, који није завршио. Затим је студирао физику. Тада је добио статус слободног уметника и написао једну од својих најбољих композиција, Алојз Валчек, коју је посветио професору математичке физике Алојзу Кодрету.

## Каријера
Музичку каријеру започео је као виолиниста у квартету Три црна у љубљанском трију Крик. Касније је напустио свирајући виолину. Пажњу шире јавности као кантаутор и шансоњер скренуо је наступом на Омладинском сабору у Суботици 1974. године, где је добио и награду стручног жирија. Исте године, у сарадњи са аранжером Бојаном Адамичем, издаје албум Коктел. Плакета је награђена наградом Седам секретара СКОЈ-а. На албуму је била песма Хишкар Рогач коју је снимио са неким члановима групе Седем светлобних лет. Са њима је Марко основао рок бенд Булдожер, где је радио као писац већине текстова и певач. Међу најзанимљивијим деловима групе био је албум „Пљуни истини у очи“. Као део ове музичке атракције, која је постигла успехе широм бивше Југославије, постао је један од најистакнутијих фронтмена, вокала и аутора на рок музичкој сцени крајем 1970-их.
У групи је остао до 1979. године и са њом снимио две ЛП плоче, као и саундтрек за филм Живи били, па видјели који је изашао и као мини ЛП. Напустио је бенд и вратио се писању песама и реализовао неке песме, које су постале хитови у круговима алтернативне музике (нпр. Парада, Радојка, Секси диско хит, итд.).
Своје стваралаштво спојио је са песником Иваном Воларичем - Феом у дуету Дуо Златни зуби. Године 1983. и 1984. бенд је предводио Марјанов чудан зец. Године 1986. поново објављује кантауторски албум Десант на рт Добре наде. Крајем 80-их удружио је снаге са саксофонистом Приможем Шмитом и бас гитаристом Алешом Јоштом у пројекту Јавна Дваја. Као гост сарађивао је са разним музичким групама. Његово дело је обележено иронијом и критиком малограђанског друштва.

## Дискографија

### Соло
- Коктел (1974, РТВ Љубљана)
- Десант на рт Добре наде (1987, Хелидон)
- Хојладрија * Свињарија * Дијареја * Гонореја (1994)

### Са групом Булдожер
- Пљуни истини у очи (1975, ПГП РТБ)
- Забрањено плакатирати (1977, Хелидон)
- Живи били, па видјели (1979, Хелидон)